# Хель (город)
Хель (пол. Hel, нем. Hela, кашуб. Hél) — город в Польше, входит в Поморское воеводство, Пуцкий повет. Расположен на одноимённой косе. Занимает площадь 21,72 км². Население составляет 3480 человек (на 2012 год).

## Туризм
Город расположен на Хельской косе, являющейся популярным местом отдыха.

## Достопримечательности
Список городских достопримечательностей:
- Питомник балтийских тюленей.
- Евангелический Костёл Святых Петра и Павла, XV-го века - в настоящее время резиденция музея рыболовства
- Морской маяк, 1942
- Фахверковые рыбацкие дома на рубежа XVII и XIX веков
- Католический костёл, 1931–1932
- Комплекс фортификационных укреплений  "Хель", 1931–1941 гг.

## Фотографии

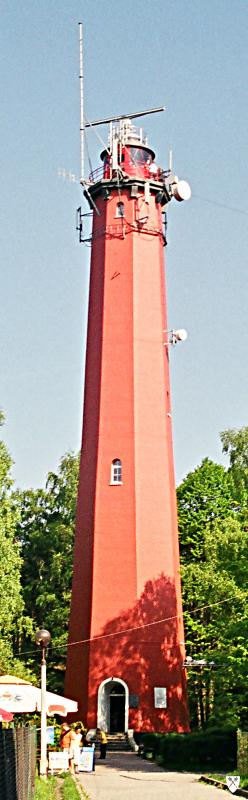
Маяк
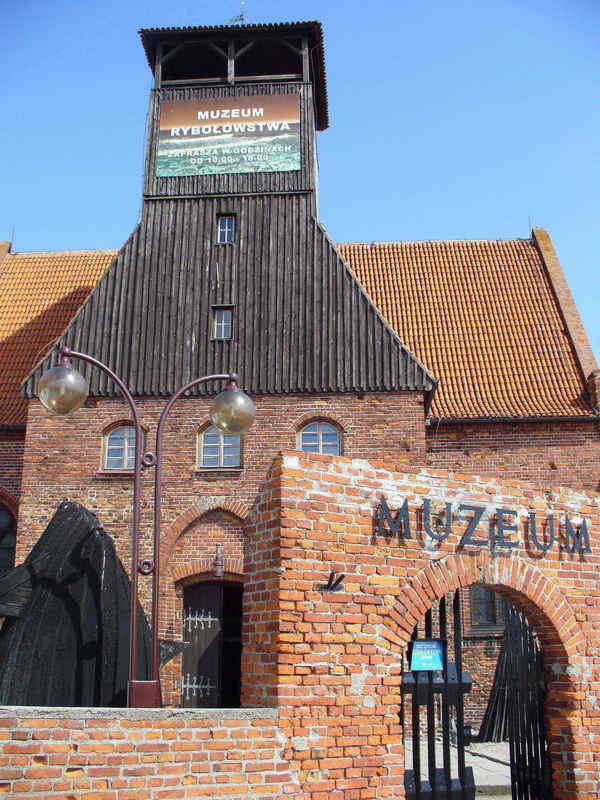
Музей
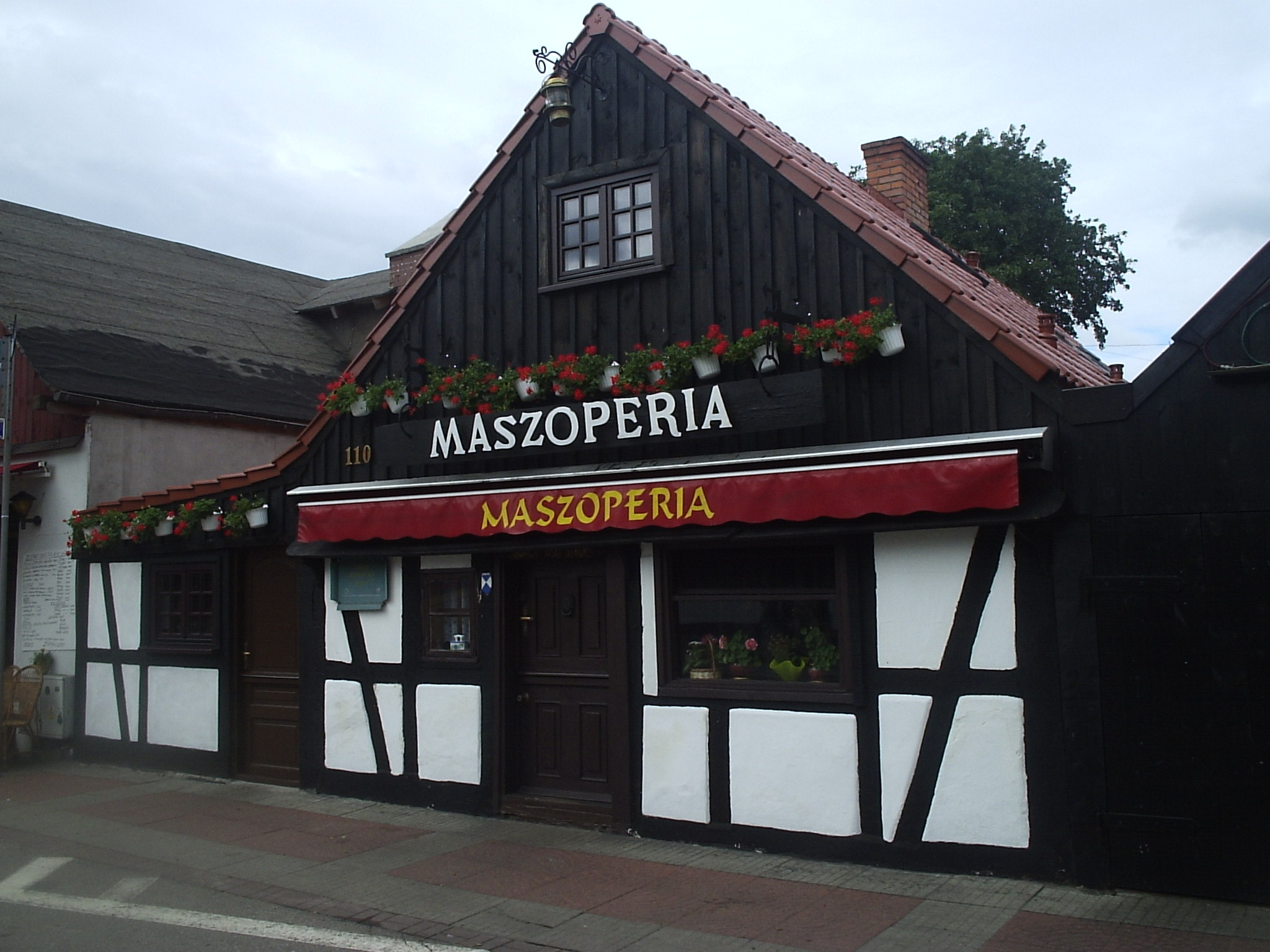
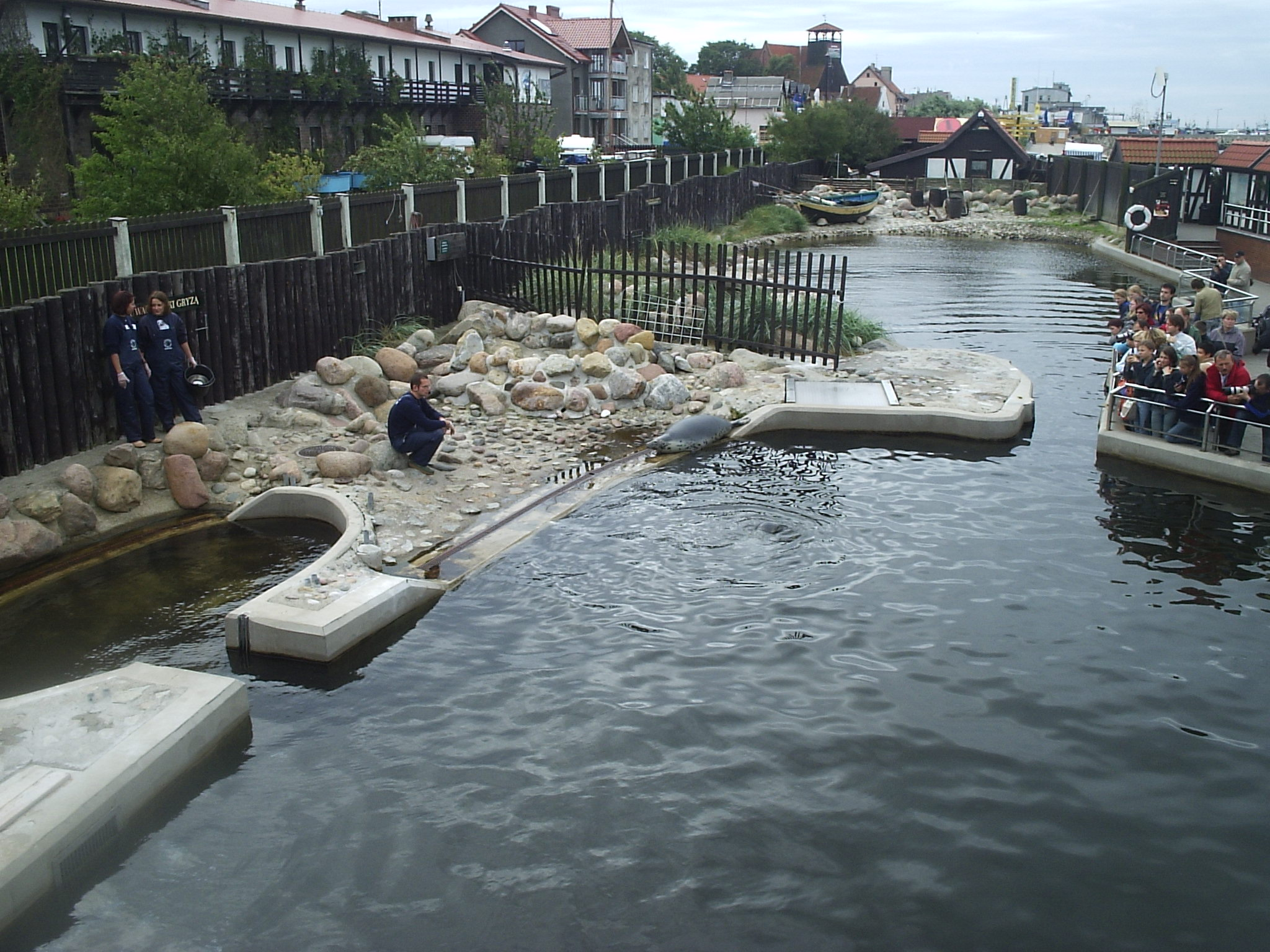
Питомник тюленей в Хеле